# 槍神 G.O.R.E
《槍神 G.O.R.E》是2022年第三人称射击游戏，由Studio IGGYMOB开发、Prime Matter发行，对应PlayStation 4、PlayStation 5、Windows、Xbox One、Xbox Series X/S平台。2023年，游戏登陆任天堂Switch平台。游戏是「铳墓系列」作品之一。
据Metacritic，游戏获得「褒贬不一或中庸」评价；据OpenCritic统计，游戏获得20%媒体推荐。